# Atari 5200
Atari 5200 SuperSystem, o senzillament Atari 5200, va ser una videoconsola introduïda al mercat estatunidenc el 1982 per Atari Inc. com a reemplaçament pel famós Atari 2600. El 5200 va ser creat per a competir amb el Intellivision, però va ser víctima de l'èxit del ColecoVision, llançat poc després d'ell. Diverses fallades de projecte van provocar un seriós impacte en la seva usabilitat i les vendes van ser baixes.
El 5200 era fortament basat en els microordinadors Atari 400/800 i el maquinari intern era gairebé idèntic. Tanmateix, un nombre d'assumptes (a més de l'absència d'un teclat) va significar que el programari no va ser directament compatible entre els dos sistemes.

## Característiques tècniques
- UCP: 6502C (costumitzat) a 1,79 MHz
- Coprocessadors: 2 xips circuit integrat a molt gran escala
- Resolució màxima de pantalla: 320×192 pixels; 16 colors de 256 per línia. La paleta pot ser canviat utilitzant interrupcions del coprocessador ANTIC, que permeten mostrar tots els 256 colors.
- Gràfics: ANTIC i GTIA[1]
- So: 4 canals via el xip POKEY, que també maneja scanning de teclat, E/S serial, temporitzadors capaços d'interrupcions d'alta resolució i generació de nombres aleatoris
- Memòria RAM: 16 KiB[1]
- Memòria ROM: 32 KiB per cartutxos estàndards, expansible utilitzant tècniques de paginació de memòria (2 KiB de BIOS per seqüència d'inici i encaminament d'interrupcions)